# 최예나
최예나(崔叡娜, 1999년 9월 29일 ~)는 대한민국의 가수이다.
서울특별시에서 출생하여 위에화 엔터테인먼트 소속 연습생으로 오디션 프로그램 《PRODUCE 48》에 출연하였다. 이 때 4위 데뷔권에 들어 프로젝트 걸그룹 아이즈원의 일원으로 활동했다. 2021년 해체 후 EP "SMiLEY"를 2022년 1월 17일 발매하며 솔로데뷔 후 활동 중이다. 한림연예예술고등학교를 졸업하게 된 졸업생이다.

## 생애
최예나는 1999년 9월 29일 서울특별시 강동구 길동에서 출생하였다. 오빠 1명이 있는데, 아이돌 그룹 남녀공학 출신이자 배우로 활동 중인 최성민이다. 그녀는 어릴 적 소아암의 일종인 림프종을 앓았다고 한다. 유아기의 림프종은 아이가 견딜 수 없을 만큼의 큰 병이며, 당시 의사는 최예나의 부모님에게 그녀를 포기하라는 말을 했었다고 한다. 그녀의 부모는 병원비를 벌기 위해 새벽에 길거리에서 김밥을 팔았다고 한다. 하지만 그녀는 회복에 성공했다고 한다. 림프종 사연이 나간 후 그녀의 팬들은 림프종 환자들을 지원하는 한국백혈병어린이재단에 후원을 추진해 기부했으며, 한국백혈병어린이재단에서 공식적으로 감사의 인사를 전달했다.
폴라리스 엔터테인먼트에서 연습생 생활을 한 경력이 있으며, 이때 알게 된 사람이 이달의 소녀 멤버인 현진과 희진, 다이아 멤버인 주은이 있다. 이후 위에화 엔터테인먼트로 옮겨서 2년 3개월간 연습생 생활을 했다.
2017년 7월 10일(31회)부터 2018년 3월 6일(86회)까지 SBS의 어린이 요리 정보 교육 프로그램 "요리조리 맛있는 수업"에서 2대 달콤언니로 활약했다.
2018년 엠넷에서 주관한 서바이벌 오디션 프로그램 PRODUCE 48에 출연하였고, 최종 순위 12명 중 4위를 달성해 걸 그룹 아이즈원의 구성원이 되었다.

## 학력
- 장안중학교 (경기도 성남시 분당구 분당동, 2012.3~2015.2, 졸업)
- 한림연예예술고등학교 실용무용과 (서울특별시 송파구 장지동, 2015.3~2018.2, 졸업)

## 음반 목록

### EP
| 앨범 정보                              | 트랙 리스트                                                                                |
| -------------------------------------- | ------------------------------------------------------------------------------------------ |
| SMiLEY - 발매일: 2022년 1월 17일       | - 1. Before Anyone Else - 2. SMILEY (feat. BIBI) - 3. Lxxk 2 U - 4. PRETTY BOYS - 5. VACAY |
| SMARTPHONE - 발매일: 2022년 8월 3일    | - 1. Make U Smile - 2. SMARTPHONE - 3. WithOrWithOut - 4. Lemon-Aid - 5. U                 |
| GOOD MORNING - 발매일: 2024년 1월 15일 | - 1. Good Morning - 2. Good Girls in the Dark - 3. Damn U - 4. 미운 오리 새끼              |

### 싱글
| 앨범 정보                          | 트랙 리스트                                                                   |
| ---------------------------------- | ----------------------------------------------------------------------------- |
| Love War - 발매일: 2023년 1월 16일 | - 1. Love is over - 2. Wash Away - 3. Love War                                |
| HATE XX - 발매일: 2023년 6월 27일  | - 1. BAD HOBBY - 2. Hate Rodrigo (feat. 우기 ((여자)아이들)) - 3. WICKED LOVE |

### 음원

#### 타이틀 곡
| 연도 | 타이틀 곡           | 대한민국 (써클) | 대한민국 (써클) | 대한민국 (써클) | 대한민국 (써클) | 대한민국 (써클) | 대한민국 (써클) | 대한민국 (써클) | 대한민국 (써클) | 대한민국 (써클) | 음반       | 인증 |
| 연도 | 타이틀 곡           | 디지털          | 디지털          | 디지털          | 다운로드        | 다운로드        | 다운로드        | 스트리밍        | 스트리밍        | 스트리밍        | 음반       | 인증 |
| 연도 | 타이틀 곡           | 주간            | 월간            | 연간            | 주간            | 월간            | 연간            | 주간            | 월간            | 연간            | 음반       | 인증 |
| ---- | ------------------- | --------------- | --------------- | --------------- | --------------- | --------------- | --------------- | --------------- | --------------- | --------------- | ---------- | ---- |
| 2022 | SMILEY (feat. 비비) | 8               | 10              |                 | 5               | 12              |                 | 8               | 10              |                 | SMiLEY     |      |
| 2022 | SMARTPHONE          |                 |                 |                 |                 |                 |                 |                 |                 |                 | SMARTPHONE |      |

## 음반 외 활동 목록

### 방송

#### 진행·고정
| 연도 | 방송사  | 프로그램              | 기간                      | 비고       |
| ---- | ------- | --------------------- | ------------------------- | ---------- |
| 2017 | SBS     | 요리조리 맛있는 수업  | 7월 10일 ~ 2018년 3월 6일 | 달콤언니   |
| 2018 | Mnet    | 프로듀스 48           | 6월 15일 ~ 8월 31일       | 4위 (데뷔) |
| 2019 | tvN     | 호구들의 감빵생활     | 3월 16일 ~ 9월 7일        | 고정       |
| 2022 | KBS 2TV | 이별도 리콜이 되나요? | 7월 11일 ~ 4월 3일        | 진행       |
| 2023 | ENA     | 혜미리예채파          | 3월12일-5월28일           | 진행       |
| 2023 | 엠넷    | 걸스 나잇 아웃        | 4월 3일 현재              | 진행       |

#### 드라마
- 2025년 KBS2 수목 특별기획 드라마 《빌런의 나라》 - 구원희 역

#### 게스트
| 연도 | 방송사   | 프로그램                 | 역할   | 기간              | 비고            |
| ---- | -------- | ------------------------ | ------ | ----------------- | --------------- |
| 2021 | tvN      | 도레미 마켓              | 참가자 | 2월 26일          |                 |
| 2021 | MBC      | 미스터리 음악쇼 복면가왕 | 참가자 | 6월 27일          | 1R (탈락)       |
| 2021 | JTBC     | 아는형님                 | 게스트 | 12월 18일         |                 |
| 2023 | JTBC     | 한문철의 블랙박스 리뷰   | 게스트 | 2월 9일 ~2월 16일 |                 |
| 2023 | JTBC     | K-909                    | 뮤지션 | 7월 1일           |                 |
| 2023 | TV아사히 | BREAKOUT TV              | 게스트 | 7월 12일          |                 |
| 2023 | TBS      | ラヴィット! (LOVE IT!)   | 게스트 | 8월 10일          |                 |
| 2023 | MBC      | 《전지적 참견 시점》     | 게스트 | 12월 9일          | 권은비 영상출연 |

#### 모바일·OTT 미디어
최예나가 출연한 모바일·OTT 미디어 프로그램이다.
| 연도 | 채널          | 프로그램             | 역할   | 기간                | 비고     |
| ---- | ------------- | -------------------- | ------ | ------------------- | -------- |
| 2021 | 티빙          | 여고추리반           | 고정   | 1월 29일 ~ 3월 19일 | [ 3 ]    |
| 2021 | 티빙          | 아이돌 받아쓰기 대회 | 고정   | 5월 21일 ~ 6월 11일 |          |
| 2021 | 스튜디오 와플 | 예나는 동물탐정      | 진행   | 8월 24일 ~ 12월 7일 |          |
| 2021 | tvND          | 소녀의 세계 시즌 2   | 오나리 | 12월 29일 ~         | 웹드라마 |
| 2021 | 티빙          | 여고추리반2          | 고정   | 12월 31일 ~         |          |

## 수상 내역

### 가요 프로그램 1위
| 연도            | 수상 내역 (총 2회)                                                         |
| --------------- | -------------------------------------------------------------------------- |
| 2022년 (총 1회) | - SMILEY (총 1회) - 2월 10일 Mnet 《엠카운트다운》1위                      |
| 2025년 (총 1회) | - 착하다는 말이 제일 싫어 (총 1회) - 8월 8일 KBS2 《뮤직뱅크》 K-Chart 1위 |

## 기타 시상식
- 2022년 아시아 아티스트 어워즈 베스트 뮤지션상
- 2023년 30주년 한터뮤직 어워즈 2022 트렌드상 (워너비 아이콘)
- 2023년 써클차트 뮤직 어워즈 올해의 뉴 아이콘상
- 2025년 32주년 한터뮤직어워즈 포스트 제너레이션상
- 2025년 32주년 한터뮤직어워즈 그레이트 피메일 아티스트상